# Lazzate
Lazzate là một đô thị ở tỉnh Monza và Brianza, vùng Lombardia của Italia, khoảng 25 km về phía tây bắc của Milano. Tại thời điểm ngày 31 tháng 12 năm 2004, đô thị này có dân số 6.864 và diện tích là 5,3 km².
Lazzate giáp các đô thị sau: Bregnano, Cermenate, Lentate sul Seveso, Rovellasca, Misinto.